# Pavonianos
A Congregação dos Filhos de Maria Imaculada (sigla F.M.I.), ditos Pavonianos (em Latim Congregatio Filiorum Mariae Immaculatae), é uma congregação religiosa católica fundada por São Ludovico Pavoni que nasceu em Brescia, na Itália, no dia 11 de setembro de 1784. Chamado pelo amor do Pai e movido pelo impulso do Espírito Santo a seguir o Cristo mais de perto, dedicou sua vida em favor da educação das crianças e jovens, bem como dos surdos, que estavam abandonados e necessitados de carinho e proteção.
Construiu um instituto religioso que fosse qualificado a fim de promover uma sólida educação que lhes devolvesse a dignidade da Vida, através da formação humana, religiosa e profissional.
Faleceu em Saiano no dia 1 de abril de 1849, vítima de pneumonia contraída na fuga da guerra bresciana, em que doou a sua própria vida para salvaguardar a de seus queridos jovens.
Em 1947 a Igreja reconheceu a heroicidade de suas virtudes e, no dia 14 de abril de 2002, foi proclamado Beato pelo Papa João Paulo II.
"Cuidarão das crianças como da menina dos olhos." – São Ludovico Pavoni
Está presente no Brasil com núcleos de atividades nas seguintes cidades:
- Belo Horizonte
- Eloi Mendes, MG
- Patos de Minas, MG
- Pouso Alegre, MG
  - Colégio São José
- Brasília, DF
- Gama, DF
  - Centro de Orientação Vocacional Pe. Antônio Federici (Setor Leste)
  - Paróquia de São Sebastião (Setor Leste)
- Vitória, ES
- São Leopoldo, RS
- São Paulo, SP